# Miromesnil (stanice metra v Paříži)

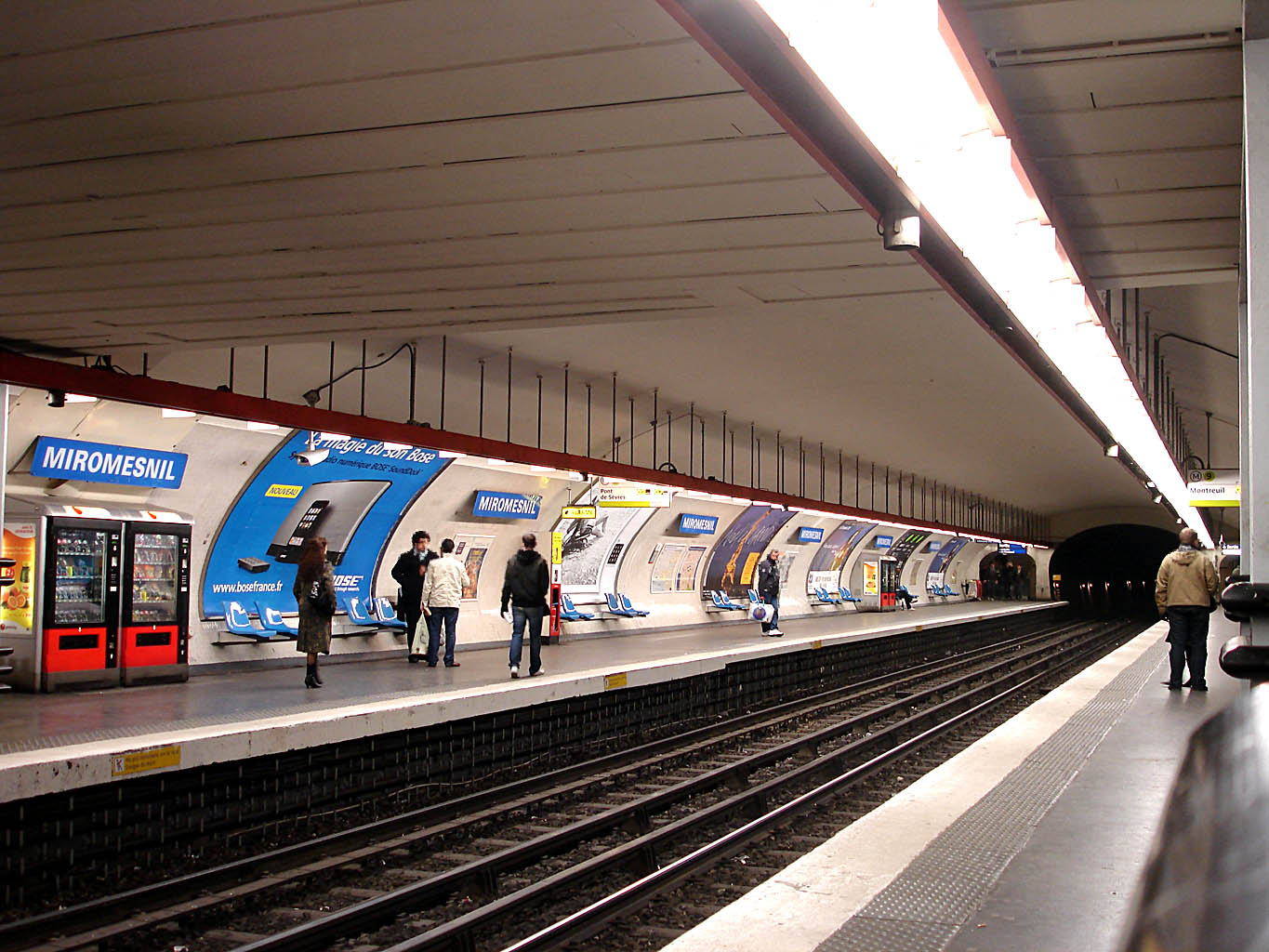
Nástupiště linky 9

Miromesnil je přestupní stanice pařížského metra mezi linkami 9 a 13 v 8. obvodu v Paříži. Nachází se na křižovatce Avenue Delcassé, Avenue Percier a Rue La Boétie.

## Historie
Stanice byla otevřena 27. května 1923 jako součást úseku linky 9 od stanice Trocadéro po Saint-Augustin.
27. dubna 1973 sem byla prodloužena linka 13 ze sousední stanice Saint-Lazare a 18. února 1975 pak pokračovala dále do stanice Champs-Élysées – Clemenceau.

## Název
Jméno stanice je odvozeno od názvu nedaleké ulice Rue de Miromesnil. Armand Thomas Hue de Miromesnil (1723–1796) byl v letech 1774–1787 ministrem spravedlnosti, který zrušil výslechy na mučidlech.

## Zajímavosti v okolí
- Elysejský palác
- Musée Jacquemart-André – muzeum vystavující francouzské, holandské a italské malířství a nábytek